# Бои за Богданович и Егоршино
Бои за Богданович и Егоршино — местные боевые действия между частями белой Сибирской армии совместно с чехословацким корпусом и частями Рабоче-крестьянской Красной армии на территории Зауралья (в Свердловской области) в период Гражданской войны в России. Происходили с 27 июля по 21 сентября 1918 года за территорию от станции Богданович и до станции Егоршино, охватывали местность западнее Камышловского уезда, восточную часть Екатеринбургского и юго-западную часть Ирбитского уездов.
25 июля белыми войсками полковника С. Н. Войцеховского был взят Екатеринбург.
Белая 1-я Степная Сибирская стрелковая дивизия генерал-майора Г. А. Вержбицкого наступала на Егоршино и Алапаевск. От Ирбита на Егоршино по Северо-Уральской железной дороге продвигалась ее правая боевая колонна под командованием полковника Константина Степановича Киселева. Левая боевая колонна подполковника Дмитрия Николаевича Панкова с чехословацким корпусом наступала на станцию Богданович в полосе вдоль железной дороги Каменск — Богданович — Егоршино.
Красные войска потерпели поражение и отходили с тюменского, шадринского и екатеринбургского направлений через железнодорожную станцию Богданович на станцию Егоршино и далее на Алапаевск и Нижний Тагил.

## Предыстория боевых действий
Егоршино
30 октября (12 ноября) 1917 года Егоршинский Совет рабочих и солдатских депутатов захватил власть.
17 февраля 1918 года были национализированы Егоршинские копи и строящаяся электростанция. Здесь находилось большое количество угольных шахт.
В конце мая 1918 года в Егоршино был сформирован красногвардейский отряд из шахтёров под командованием Н. И. Агафонова. Многие бойцы отряда влились в состав 22-го Кизеловского полка, которым командовал бывший десятник егоршинской шахты «София» А. Н. Королев.
Богданович
В конце июля 1918 г. на станции Богданович располагался штаб 1-го Крестьянского коммунистического полка командира Петра Никитича Подпорина. Штаб полка находился в вагонах и в железнодорожном вокзале, из окон которого устрашающе торчали стволы пулеметов Кольта. Командир полка Пётр Подпорин на водонапорной башне выкрикивал приказания, отправляя кавалерийские разъезды.
Большевики на каждый паровоз ставили конвойного красноармейца с винтовкой. Многие мобилизованные из Каменского завода разбегались. Бежали машинисты, эшелоны вели помощники, а зачастую и кочегары. Дежурный по станции Богданович исчез, телеграфисты тоже, и всю работу по организации движения вели работники военных сообщений красного Северо-Урало-Сибирского фронта.
В двадцатых числах июля железнодорожный узел станции Богданович работал в чрезвычайной обстановке. На станцию из Камышлова, Екатеринбурга и Каменска прибывали и отправлялись на Егоршино эшелоны с эвакуируемыми ценностями и людьми. Ехали вагоны с многочисленными советскими учреждениями, за ними уходили войска.
Рядом со станцией хоронили убитых красноармейцев и командиров. В отдельном товарном вагоне томились заложники — купцы и священники.

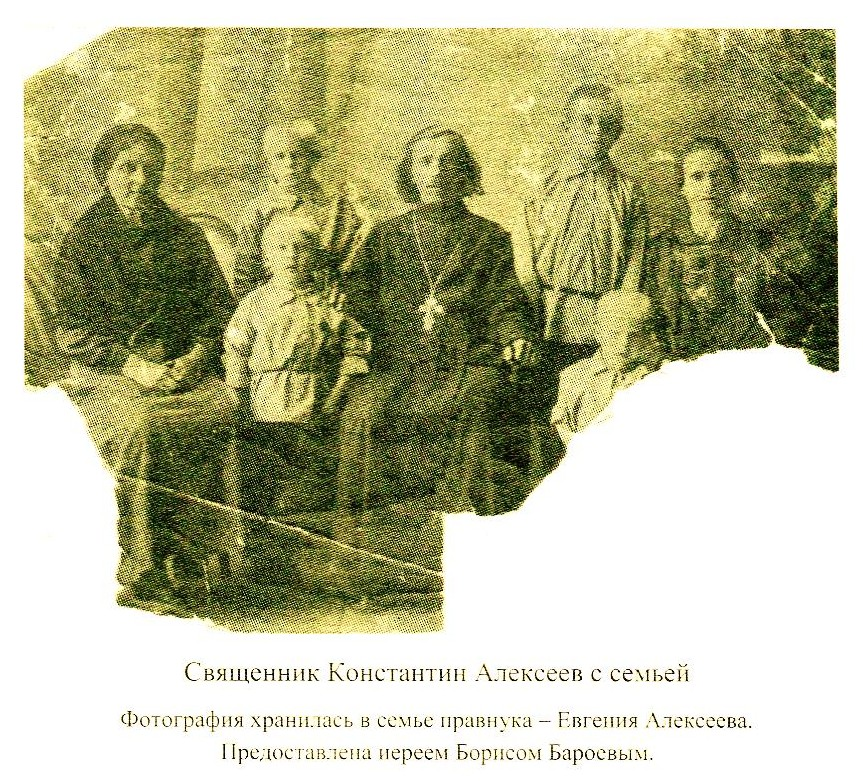
Священник Константин Алексеев с семьей

22 июля был захвачен катайский купец, кадет Дураков.
14 (27) июля 1918 года красногвардейцы арестовали иерея Константина Николаевича Алексеева. К. Н. Алексеев в 1912—1918 гг. служил настоятелем храма в Свято-Троицкой церкви в селе Троицком Камышловского уезда. Красноармейцы увезли Алексеева сначала на станцию Богданович, затем на станцию Антрацит (ныне Алтынай), где священник был расстрелян.
Камышлов
27 июля красные войска оставили Камышлов.

## Наступление на Богданович (27-28 июля)

### Разъезд № 5
27 июля в 6 часов утра 2-й Степной Сибирский стрелковый полк, чешский корпус и белые добровольческие отряды перешли в наступление на станцию Богданович.
- С юга (Каменска) подходила левая боевая колонна подполковника Д. Н. Панкова и самодельный чешский бронепоезд со стрелковым десантом со станции Синарской.
- С востока (Камышлова) — чешско-русский отряд, возглавляемый лично генералом Г. А. Вержбицким.
- С запада со стороны Екатеринбурга двигалась чешская разведка из Чешско-Русской группы полковника С. Н. Войцеховского.
- По тракту через деревню Каменноозерское наступал Шадринский добровольческий отряд капитана А. А. Куренкова.

Шадринский добровольческий отряд А. А. Куренкова вышел к железной дороге Екатеринбург — Тюмень и 27 июля в 7 часов вошел в соприкосновение с красными у разъезда № 5 (ныне остановочный пункт Кортогуз).
В 15 часов к разъезду прибыл бронепоезд красных, но под огнем 2-й отдельной гаубичной батареи вынужден был отойти, вслед за ним бежала и пехота.
В 18 часов белые заняли разъезд № 5. Спустя час красные попытались прорваться через позиции полка и вновь овладеть разъездом. Однако достигнуть своей цели они не сумели. Белые успели разобрать железнодорожные пути и артиллерийским огнем отбили атаку.
Отходившие из Екатеринбурга бронепоезда и эшелоны красных были отрезаны, не имея возможности провести по железной дороге эшелоны на Егоршино, красные бросили много военного имущества. В руки белых попали богатые трофеи: 2 бронепоезда, 1 орудие, 7 пулеметов и 52 тысячи патронов.

### 28 июля
Рано утром 28 июля со стороны Каменска подошёл отряд подполковника Д. Н. Панкова и боем овладел станцией Богданович. Силы красных в Богдановиче, по оценке белых, достигали 2250 бойцов при 4 орудиях. При отражении атаки отряда Д. Н. Панкова красные потеряли до 200 человек убитыми и спешно отступили в сторону Егоршино. Белые захватили 2 бронепоезда, 1 трехдюймовое орудие, 7 пулеметов и 6 пулеметных стволов.
Утром 28 июля со стороны Екатеринбурга к разъезду № 5 подошел чешский бронепоезд из группы полковника С. Н. Войцеховского и остановился в трёх верстах от станции Богданович. Здесь произошла историческая встреча А. А. Куренкова с чехословаками из группы полковника С. Н. Войцеховского. Имея задачу двигаться на север, А. А. Куренков передал на время по акту чехам 2 бронепоезда, акт об этом был подписан русскими и чешскими представителями. Генерал К. В. Сахаров в своей книге «Чешские легионы в Сибири», повествует, что чехи не выполнили условия договора и оба бронепоезда чехи никогда не вернули Русской армии. Многократные обращения к чешскому командованию по этому поводу остались без результата.
В село Троицкое прибыл командир 1-го батальона 2-го чешского Иржи из Подебрад полка поручик А. Гасал.
Чешская хроника 2-го стрелкового Иржи из Подебрад полка описывает события 28 июля следующим образом. В 7 часов утра их бронепоезд в полной тишине въехал на станцию Богданович, она была пуста, на путях стояло несколько поврежденных вагонов и валялось брошенное имущество. Некоторые стрелки были повреждены. Поручик А. Гасал выслал два дозора: дозор в сторону Егоршино выяснил, что железнодорожный мост через речку Кунару в двух верстах от станции не поврежден; дозор на Камышлов в 9 часов утра встретился с казачьей разведкой отряда генерал-майора Г. А. Вержбицкого.
На станции Богданович произошло соединение частей Д. Н. Панкова с главной колонной генерала Г. А. Вержбицкого.

## Бой в селе Курьи (29 июля)
28 июля в 22 часа чехословацкий полк А. Гасала без боя занял станцию Кунара (Сухой лог). Стало известно, что за рекой Пышмой на сильной позиции расположились красные полки: 1-й Крестьянский коммунистический у селения Сухой Лог, 4-й Уральский — к востоку у села Курьи.
Село Курьи размещалось на большом пространстве по обоим берегам реки Пышмы и представляло из себя 8 выселков: 2 находились на южном, 6 — на северном берегу реки. Выселки имели свои особые названия: самый восточный — Гляделово, затем — Курьи с церковью, Горки, Медведский и самый западный — Курорт с большим парком. Через Пышму имелись 3 переправы: мосты в Гляделово и Горках, а выше парка была плотина.
Красный 4-й Уральский стрелковый полк занимал высоты на северном берегу реки Пышмы, прикрыв переправы полевыми караулами. Полк состоял: около 600 человек, 5 пулеметов.
Рано утром 29 июля отряд чешского поручика А. Гасала выступил на восток к селу Курьи в составе из: 1 и 3-я роты с пулеметным взводом, 45 русских добровольцев из 2-го Степного Сибирского полка. В районе станции Кунара осталась другая часть отряда: бронепоезда, 2-я рота и команда пеших разведчиков.
Чехи развернулись в линию: справа половина 1-й роты, в центре часть 3-й роты и русские добровольцы, слева часть 3-й роты с пулеметным взводом. В резерв была назначена половина 1-й роты.
Скрытно выдвинувшись на позицию, чехи стремительно атаковали. На левом фланге стрелки 3-й роты захватили переправу и очистили противоположный берег. Продолжая имитировать атаку половиной 1-й роты, он стянул все остальные силы и резерв к переправе. Маневр удался, и чехи с русскими добровольцами атаковали неприятеля на северном берегу во фланг и в тыл. Дошло до штыкового и гранатного боя, красные были сломлены и побежали в сторону села Новопышминского.
В 9 часов утра 29 июля село Курьи было в руках у чехов.
Потери чехов: 2 стрелка убиты и 3 ранены. Потери красных: 136 убитых красноармейцев. Пулемет Кольта, 100 винтовок, 20 тысяч патронов, походные кухни и 7 оседланных коней достались чехам.
Полковая история 1-го Крестьянского коммунистического полка объясняла позднее поражение красных на реке Пышме тем, что курьинский кулак Дружинин помог чехам обойти позиции советских подразделений и перебраться на левый берег реки.

На сайте ГКУ Свердловской области «Государственный архив административных органов Свердловской области» в базе данных репрессированных (по изданию архива «Книга памяти жертв политических репрессий») имеется запись о неком Дружинине Осипе (Иосифе) Ивановиче:
ДРУЖИНИН Осип(Иосиф) Иванович, 1864 года рождения, место рождения — РСФСР,
Уральская обл., Курьинский р-н, д. Медведево, русский, проживал — Уральская обл.,
Курьинский р-н, д. Медведево, работал в своем хозяйстве, арестован 27.10.1929, осуждён

29.12.1929, мера наказания — расстрел. Даты иполнения приговора нет.
Одновременно с боем за Курьи происходила ружейная и артиллерийская перестрелка в Сухом Логу.
Командир батальона 1-го Крестьянского коммунистического полка И. А. Ослоповский вспоминал: рано утром 29 июля напротив Сухого Лога на южном берегу Пышмы появились чешские разведчики и начали перестрелку. Затем открыл артиллерийский огонь подошедший чешский бронепоезд. На северном берегу Пышмы со стороны красных также показался бронепоезд, который чехи немедленно начали обстреливать и со второго залпа угодили по броневагонам. Начался пожар, стали рваться боеприпасы, путь был завален. В такой обстановке Крестьянский коммунистический полк вместо контрудара на Курьи стал отступать на север.

## Бои под Камышловом
Для того чтобы обезопасить железную дорогу Екатеринбург — Тюмень, чехи наносили удар не только на Сухой Лог — Курьи, но и вдоль тракта Камышлов — Ирбит.
Задача взять деревню Мостовую, где располагался сильный большевистский отряд, была возложена на подразделения 6-го Ганацкого полка под общим командованием штабс-капитана Лудвика Крейчи. Подразделение состояло из 3-го батальона и команды конных разведчиков 6-го полка, пулеметной команды 2-го полка, сотней 2-го Сибирского казачьего полка и двумя орудиями на автомобилях.
Вторая группа под командованием штабс-капитана Ульриха в составе 5 и 6-й рот, саперного взвода и команды траншейных орудий 6-го полка, усиленная сотней 2-го Сибирского казачьего полка, должна была наступать с полустанка № 10 через деревни Урминская, Лаптево и Тасево на село Стриганское и перехватить путь отхода красных из Мостовой.
Операция началась 29 июля. Сначала все шло по плану, но затем группе Ульриха пришлось вступить в бой с небольшим красным отрядом, который вскоре отступил и разбежался по лесам. Из-за этой задержки красные успели уйти из Мостовой и проскочить ночью 31 июля в село Стриганское.

## Бои за Антрацит и Егоршино (3 августа — 21 сентября)

### Контрнаступление красных
Силы сторон
30 июля на станции Антрацит (ныне станция Алтынай) командование Рабоче-крестьянской Красной армии (РККА) решило отходить дальше на север к Егоршино. Туда потянулись эшелоны с семьями, беженцами и имуществом, боевые части. В районе Алапаевск — Егоршино создавалась Восточная пехотная дивизия РККА (с 25 августа 1918 г. — 1-я Уральская пехотная дивизия) под командованием Г. И. Овчинникова. В ее составе: 1-я и 2-я бригады, запасные и технические части. Рабочие Алапаевского горного округа поддерживали большевиков и вступали в армию. 1-й Крестьянский коммунистический полк (командир Филипп Егорович Акулов сменил П. Н. Подпорина) включил в себя Камышловский отряд под командованием Василия Даниловича Жукова и Ильинскую боевую дружину во главе с Андреем Афанасьевичем Полуяхтовым, 1500 штыков, 3 орудия, 1 бронепоезд.
Отбросив Красную армию к северу от железной дороги Екатеринбург — Тюмень, белочехи начали переброску своих войск на другие фронты. Командование Чехословацкого корпуса и Сибирской армии посчитало, что с деморализованными красными может успешно вести бои молодая, формирующаяся белая Сибирская армия. Участник событий и историограф чешского 6-го Ганацкого полка А. Кубичек назвал позднее ошибкой и большим легкомыслием решение поручить действия против красной Восточной дивизии молодым и малочисленным сибирским частям. Недооценка красных сил принесла много тяжелых проблем и расстроила успехи на других направлениях.
Штаб и главные силы 1-й Степной Сибирской дивизии генерал-майора Г. А. Вержбицкого располагались в Камышлове. Там находились 1-й и 3-й Степные Сибирские полки и 2-я сотня 2-го Сибирского казачьего полка. Перед частями 1-й Степной Сибирской дивизии, сменившими чехов, стояла задача очищения Ирбитского уезда и окончательного разгрома красных в Зауралье. Для этого было необходимо в первую очередь взять узловую станцию Егоршино. Действующая по дороге Богданович — Егоршино левая боевая колонна подполковника Д. Н. Панкова начала продвигаться на север вслед за отходящими красными войсками и вышла на подступы к станции Егоршино.
На 1 августа 1918 года колонна Д. Н. Панкова состояла из: частей 2-го  и 3-го Степных Сибирских стрелковых полков, курганского добровольческого отряда чешского поручика Франтишека Грабчика, шадринского добровольческого отряда капитана А. А. Куренкова, сотни 2-го Сибирского казачьего полка, 1 бронепоезда, 3 артиллерийских орудий, 8 пулеметов, 1 самолета, около 500 штыков и сабель.
«Ружейные перестрелки»
На подступах к Егоршино велись мелкие бои, которые описывались в газетах того времени, как «ружейные перестрелки». Бои на этом рубеже шли несколько дней.
Вечером 3 августа 1918 года подразделения 1-го Крестьянского коммунистического полка заняли оборону на южной окраине деревни Егоршино, у железнодорожного моста через реку Бобровку расположились окопы.
Вчера в полдень над станцией появились два белогвардейских аэроплана. Летели невысоко, саженей на 300. Мы выскочили из казармы, начали стрелять из винтовок. Попасть — не попали, но заставили убраться восвояси.
Улетая, летчики сбросили две бомбы, которые дымили, но не взорвались. Я с несколькими товарищами хотел раскопать бомбы. Интересно всё-таки, почему не разорвались. Но командир нас обругал и велел отправляться в казарму.
Под вечер поступил приказ идти на позицию к деревне Егоршино. До позиции недалеко, несколько вёрст. Но мне эти вёрсты трудно дались. В лесу было жарко, душно.
Стали в оборону на окраине деревни. Впереди — поля, а дальше — лес. Рота растянулась в цепочку. Принялись окапываться. Молодые роют окопы лёжа, а кто постарше да бывал на войне — стоя и с колена.
Мой сосед, фронтовик Иван Птицын, показал, как делать окоп с колена, а потом углубить его. Теперь у меня глубокий, удобный окоп. Есть бойница, ниша для патронов. На полу солома.
Эту запись я веду, сидя в своём окопе. Интересно, где ещё мне придётся писать дневник?
На рассвете впервые услыхал артиллерийскую стрельбу. Огонь открыла наша артиллерия. Снаряды летят через голову. Хотя командиры нас предупредили о стрельбе, каждый выстрел из трёхдюймовки заставляет вздрагивать (и не только таких молодых красноармейцев, как я!). Но это ничего — батарея-то наша.
Поражение Д. Н. Панкова
6 августа началось общее контрнаступление Красной армии на Екатеринбург.
6-7 августа белые сибирские стрелки начали наступление на Егоршино, на железнодорожный мост через реку Бобровка, но их наступление было отбито.
1-й Крестьянский коммунистический полк атаковал белых в лоб, а 4-й Уральский стрелковый — обходил с фланга. Подполковник Д. Н. Панков решил остановить атаку и ждать подкрепления из Камышлова.
8 и 9 августа колонна Д. Н. Панкова оставила станцию Антрацит и село Ирбитские вершины. Потрясенный неудачей подполковник Д. Н. Панков подал рапорт о своей болезни.
Красные открыли огонь по позиции белых из всех своих орудий. Тяжелые снаряды гаубиц с грохотом рвались в лесу, шрапнель, взвизгивая, пела в воздухе… После обеда по небу поплыли тяжелые тучи, стемнело и разразилась страшная гроза… Раскаты грома чередовались с разрывами шрапнелей и гранат, ослепительные молнии с вспышками разрывов. Под порывами бури лес гнулся и стонал, а взрывы гранат валили огромные деревья. Под страшным ливнем и огнем противника белые стрелки доделывали свои окопчики… В результате 6-ти часовой работы, отряд оказался укрытым и не нес пока больших потерь.
Бой продолжался. Наконец стало смеркаться. В это время с правого фланга прискакал офицер с сообщением о движении крупного отряда красной пехоты с конницей и артиллерией в глубокий обход белых. Это сообщение решило дело: спешно на подводы были погружены раненые, а затем отряд стал отступать.

Подполковник Д. Н. Панков не справился с положением. Он был слишком потрясен неудачей. Между тем, крохотные части колонны оказались подавленными вконец. Для едва обстрелянной молодежи неудача штурма моста и слух о движении обходной колонны означали теперь полный конец всего дела. Паника была налицо… Для восстановления положения (Панков) не нашел ничего лучшего, как поспешить на броневике в тыл для вызова резервов. Отъезд начальника на чинов отряда произвел гнетущее впечатление…
Красные откинули войска белых от Егоршино на юг, заняли ряд селений по реке Пышма, захватили станцию Кунара, могли взять Богданович, прервать железнодорожное движение между Екатеринбургом и Тюменью, но контрнаступление остановилось.
9 августа красные захватили село Покровское, были сожжены около 100 домов, разграблен Покровский храм, расстрелян священник Платон Горгониевич Горных. Командир Крестьянского коммунистического полка Ф. Е. Акулов лично рубил пленных офицеров и священников.

### Наступление белых
Генерал-майор Г. А. Вержбицкий поставил во главе остатков левой боевой колонны Д. Н. Панкова командира 3-го Степного Сибирского полка полковника Иннокентия Семеновича Смолина.
Полковник И. С. Смолин запретил употребление воинскими чинами спиртных напитков во время отдыха.
В 10 часов я, решив проверить, как выполняется мой приказ, прошел на станцию. Выполнялся он весьма слабо и вяло.
В зале 1-го класса такая картина: полно офицеров. Сидят за столиками. Идет попойка. Шум. Гвалт. Мое появление смутило лишь немногих.

Я подошел к одному из столиков:

— Кто из вас старший? — спросил я.

Один из сидящих поднялся и отрекомендовался.

— Известны ли Вам мои приказы: боевой и о воспрещении пьянства?

— Так точно, известны, — отвечает развязно поручик.

— Но, в таком случае, как же Вы дозволяете заниматься вот этим? — и я указал на стол, уставленный бутылками и закуской.

Поручик пожимает плечами и, усмехаясь, говорит:

— Но ведь это не пьянство, а только маленькое подкрепление… для бодрости.

Я намеренно говорил громким голосом, чтобы все слышали. И, действительно, галдеж в зале прекратился, все обратились в нашу сторону. Дерзкий ответ пьяного офицера взорвал меня. Я понял, что для вразумления пьянствующей толпы нужны не слова и не увещевания, а самые решительные и крайние меры. Я выхватил из кобуры револьвер, направил его в говорившего и выстрелил…
12 августа полк командира И. С. Смолина занял станцию Кунара.
В селе Курьи отряд белогвардейцев уничтожил заслон РККА, полностью перебив красноармейцев. Над взятыми в плен была устроена жестокая расправа.
Наступление остановилось, встретив сильное сопротивление красных по линии реки Пышмы. Под Сухим Логом и Курьями в течение недели шли упорные бои. Только под Сухим Логом погибло не менее 150 белых бойцов.
В селе Новопышминском штаб-ротмистр А. Н. Ленков со становым приставом Алферовым с одобрения крестьянского схода мобилизовал около 200 человек, которые приняли активное участие в борьбе с красными.

### Бои за Антрацит
15-18 августа группа чешских войск полковника С. Н. Войцеховского разбила красные части и вышла в район станций Крутиха — Реж, угрожая тылу 1-й бригады М. В. Васильева.
Красные оставили линию реки Пышма и отвели свои полки к северу в район станция Антрацит — деревня Елкино — село Ирбитские вершины.
Бои за район станция Антрацит — село Ирбитские вершины длились три недели, были очень тяжелые. Обе стороны несли большие потери. Павших не всегда предавали земле.
По данным военного историка, поручика артиллерии, участника гражданской войны в Сибири и на Дальнем Востоке Б. Б. Филимонова, под станцией Антрацит и селом Ирбитские вершины белые потеряли убитыми 150 офицеров и более 200 солдат. Курганский добровольческий отряд чешского поручика Ф. Грабчика, насчитывавший свыше 100 бойцов, после этих боев остался в числе 20 человек. Остатки курганцев были влиты в 3-й Степной Сибирский полк.
19 августа под селом Ирбитские вершины пал уроженец села Иванищевское Шадринского уезда поручик Филиппов. 20 августа там же был ранен в руку и в живот, потерял много крови и скончался на следующий день екатеринбуржец подпоручик Б. П. Чукмасов. 26 августа здесь же пал в бою екатеринбуржец подпоручик В. А. Дрездов.
Отошел я недалеко от станции. Собираю ягоды и вдруг неожиданно натыкаюсь на тела убитых. Присмотрелся - белые офицеры. Жалеть-то их я, конечно, не жалею. Но прогулка испорчена.
8 сентября большая часть Волынского полка 2-й бригады РККА перешла на сторону белых. Для прикрытия образовавшегося во фронте разрыва был переброшен 1-й Крестьянский коммунистический полк.
4-й Уральский полк был отведен на рубеж реки Буланаш. Основная тяжесть боев за егоршинскую позицию переместилась на фланги — в районы села Покровского и Ирбитского завода.
13-14 сентября под Ирбитским заводом произошло поражение с большими потерями правой боевой колонны белой Степной Сибирской дивизии генерал-майора Г. А. Вержбицкого (полковник Константин Степанович Киселев). Капитан Н. Н. Казагранди со своим отрядом был далеко.
Задача полковника И. С. Смолина состояла в том, чтобы не дать красным покончить с разбитыми частями полковника К. С. Киселёва и сломить остановившийся на реке Буланаш 4-й Уральский стрелковый полк. На позиции был поставлен незначительный отряд капитана Бориса Григорьевича Вержболовича, которому было приказано при первом же нажиме красных отходить в сторону реки Пышмы, не теряя при этом огневой связи с противником. Отборную часть отряда с артиллерией было решено разместить в засаде. Для того чтобы подбодрить красных и заставить их в эшелонах двинуться вперед, часть отряда уходила к Пышме, и был пущен слух, что вся артиллерия белых отведена в глубокий тыл и передаётся на другой фронт. Красные перешли в наступление, стали теснить оставленный на позиции отряд капитана Б. Г. Вержболовича. Когда капитан Б. Г. Вержболович стал отступать, делая вид, что стремится оторваться и уйти за реку Пышму, большевики решительно двинулись за отрядом, чтобы не дать белым оторваться и разрушить железную дорогу. Наступил момент, когда красный бронепоезд, идущий за своими, оказался в засаде. Вслед за бронепоездом двигались два эшелона. Когда красные эшелоны поравнялись с пристреленными вешками, белая артиллерия открыла огонь. Он оказался полной неожиданностью и вызвал среди красноармейцев сильнейший переполох. Полотно железной дороги было разбито позади первого эшелона, второй эшелон сумел уйти. Бронепоезд с первым эшелоном оказались в ловушке. Красные бойцы под кинжальным огнем белых орудий оставили бронепоезд и эшелон и в заметном беспорядке стали уходить.
Белая пехота перешла в контратаку и к вечеру заняла станцию Антрацит.

### Взятие белыми Егоршино
Вопрос о взятии белыми станции Егоршино был решен благодаря событиям на другом фронте.
20 сентября 1918 года группа войск полковника С. Н. Войцеховского прорвалась к Нижнему Тагилу. В случае падения Тагила могла быть не только разгромлена 2-я Уральская стрелковая дивизия Р. П. Эйдемана, но и перерезаны коммуникации 1-й Уральской дивизии Г. И. Овчинникова. Большая часть 3-й советской армии оказалась под угрозой уничтожения, а это открыло бы для белых пермское направление.
Слишком серьезное положение создается со взятием Тагила, так как коммуникационная линия Алапаевск-Тагил отрезается. Поэтому является необходимым произвести перегруппировку, усилив части Тагильского направления за счет 1-й дивизии, действующей на Алапаевском направлении.
20 сентября началась перегруппировка советских войск, из Ирбитского завода был снят 1-й Камышловский полк, а с позиции перед Егоршино — 4-й Уральский. Оставление красногвардейцами Егоршино стало неизбежным.
Красные продолжали отходить и на следующий день заняли свои старые позиции за рекой Бобровка. Непроходимая вброд, болотистая Бобровка благоприятствовала обороне. Несколько атак с попытками обойти фланги успеха не имели и принесли только чувствительные для белых потери. Положение левой боевой колонны вновь стало неопределенным: ее ожидали позиционные бои с хорошо укрепившимся и численно сильным противником.
21 сентября 1918 года на станцию Егоршино вступили белогвардейские части полковника И. С. Смолина.

## Бои у села Покровское (1919 г.)
Летом 1919 года ситуация в стране кардинально поменялась. 15 июля 1919 года белые войска оставили Екатеринбург.
Со стороны наступающей Красной Армии на участке станции Егоршино действовала отдельная кавалерийская группа под командованием Николая Дмитриевича Томина. В состав группы входили полк Красных гусар (командир Сергей Гаврилович Фандеев) и Стальной Путиловский полк (командир Филипп Егорович Акулов). Перед группой стояла задача — овладеть станцией Егоршино, а после — двигаться в сторону Ирбита.
19 июля 1919 года развернулся решающий бой у села Покровское. Спешно организованные позиции белых, вероятнее всего, находились на западной окраине села. Наступающие, спешив часть кавалеристов, отправили их атаковать вражеские позиции с фронта, а основная масса сил в конных порядках двинулась в обход. Белые оборонялись, фронтовое наступление красных остановилось, однако обходная колонна, совершив скрытное передвижение, ударила в левый фланг обороняющихся.
Часть белых отступила к Егоршино, но, не сумев закрепиться, к утру 20 июля оставила станцию. Другая часть сразу после боя отошла через Антрацит на Сибирский тракт.